# روبرت دبليو. باور
روبرت دبليو. باور (بالإنجليزية: Robert W. Bower)‏ هو فيزيائي أمريكي، ولد في 12 يونيو 1936 في سانتا مونيكا في الولايات المتحدة.